# 拜德爾·哈尼·賈萊代特
拜德爾·哈尼·賈萊代特（1893年—1951年），生於土耳其伊斯坦堡的庫爾德人；外交家、政治家、作家及社會工作者。曾於德國慕尼黑深造的他，精通阿拉伯語、法語、德語、土耳其語、俄語等。1923年，庫爾德獨立運動興起時，他離開埃及前往黎巴嫩貝魯特參與建國運動，並擔任外交方面要職。1926年，該運動失敗後，於流轉伊朗、伊拉克之後定居敘利亞，並在經濟拮据之下，仍從事庫爾德民間文化工作。1951年，則死於敘利亞的庫爾德人聚集區。